# El Reu (la Nou de Berguedà)
El Reu és una muntanya de 1.258 metres que es troba al municipi de la Nou de Berguedà, a la comarca catalana del Berguedà.
És el cim més alt dels anomenats Cingles del Reu, cinglera que cau sobtadament al riu Llobregat, amb un desnivell de més de 600 metres.
La ruta normal d'accés es des de la Collada de Sant Isidre per un corriol (seguint a nord-oest) que va fins al cingle i després seguir a sud per la carena fins al cim.